# ساربان‌لار
ساربانلار روستایی است که در استان اردبیل، شهرستان مشگین‌شهر، بخش مرکزی، دهستان مشگین شرقی قرار دارد. روستایی در دامنه سبلان که کوهستانی بوده و مسیر بسیاری از ییلاق‌های دیدنی و خوش آب و هوای سبلان از این روستا می‌باشد. از یک طرف به سبلان از یک طرف به روستای قلچقلو از یک طرف به جهادآباد از یک طرف به آلنی مشرف می‌باشد. شغل اکثر مردم کشاورزی و دامداری می‌باشد. مکانی مناسب برای طرح‌های بوم گردی می‌باشد. قبرستان این روستا در یک تپه قرار دارد. تپه قبرستان ساربانلار مربوط به سده‌های میانه دوره‌های تاریخی پس از اسلام است و در شهرستان مشگین‌شهر، روستای ساربانلار واقع شده و این اثر در تاریخ ۱۲ دی ۱۳۸۶ با شمارهٔ ثبت ۲۰۳۴۵ به‌عنوان یکی از آثار ملی ایران به ثبت رسیده‌است.
هوشنگ میدانی منطقه وسیع و مسطحی است که در دامنه شمالی سبلان و در ارتفاع ۲۷۲۵ متری واقع شده و یکی از زیستگاه‌های وحش منطقه سبلان به‌شمار می‌رود. هوشنگ میدانی از طرف شمال به منطقه ساربانلار (سروان دره سی)، از طرف شمال شرقی و شرق به ارتفاعات ایشیق چیخماز و آب گرم شابیل و از جانب جنوب شرقی به دامنه سبلان و هرم و از جانب غرب به منطقه موئیل محدود است. این میدان علاوه بر زیستگاه در محدوده میراث فرهنگی شهرستان نیز به‌شمار می‌رود و به دلیل موقعیت خاص خود و آب و هوای مساعد و نزدیکی به سبلان و آبگرم شابیل در نظر سیاحان و جهانگردان حائز اهمیت است.
طبیعت زیبای این روستا باعث شده تا عکاسان حرفه ای عاشق طبیعت برای شکار زیبایی‌ها به روستا مراجعه کنند.
شیروان دره سی نیز زیستگاه طبیعی بسیاری از حیوانات وحشی می‌باشد در نزدیکی این روستا واقع شده‌است.
تجمع سنگ‌های زیبا در این محل مناظر مختلفی را ایجاد کرده عشایر محل به دلیل تجسماتی که داشتند نامی بر هرکدام از این سنگها گذاشته‌اند که عبارتند از: دلیکلی داش- ناللی داش- توپ داش- سورشکن داش- قورود داشی که دارای عکس سماور و سینی می‌باشد- گلین داش- منبر داش- سولی داش- طیاره داش- دووز داش، جنوار داشی، استیل داش و…
پناهگاه شهید میرمحمود بنی هاشم در ارتفاع سه هزار و ۸۲۵ متری قله سبلان و در ضلع غربی ساوالان احداث شده‌است.
این پناهگاه دارای امکاناتی از جمله محل خواب، سرویس‌های بهداشتی، حمام، نمازخانه، آشپزخانه و سیستم لوله‌کشی آب است.
رسیدن به جان پناه غربی هم از دریاچه قره گؤل (با مبدایت روستاهای ساربانلار یا موئیل و گذر از دریاچه طووس گؤلی) و هم از شابیل (با گذر از آلاچیق‌های عشایر خاوندی و تپه بالیخ بلی (به معنی پشته ماهی) میسر می‌باشد.
پناهگاه غربی در مسیر صعود به هرم و سلطان در غرب سبلان و بالاتر از دریاچه قره گؤل قرار دارد

## جمعیت
بر اساس سرشماری سال ۱۳۸۵ جمعیت این روستا ۱۰۶۴ نفر با ۲۴۰ خانوار بوده‌است. با افزایش ۱۲درصدی در
سال ۹۷